# گچینا
گچینا (انگلیسی: Gecina) شرکت املاک و مستغلات فرانسوی است، که در سال ۱۹۵۹ تأسیس شد.